# Rörlig bild
En rörlig bild består av bilder visade i snabb följd, som till skillnad från stillbildsfotografier och enskilda bilder, skapar en illusion av rörelse eller förändring. Bilden kan vara fast bestämd, eller interaktiv. Exempel på medier som bygger på rörlig bild är film, video, tv och datorspel. En rörlig bild kan vara antingen en inspelning av verkliga föremål (live action) eller konstgjord (animation).